# Kuchl
Kuchl est une commune autrichienne du district de Hallein dans l'État de Salzbourg.

## Géographie
Le territoire communal s'étend le long de la rivière Salzach au pied du Hoher Göll, un massif des Alpes de Berchtesgaden, près de la frontière allemande. À l'est, il atteint les contreforts du massif du Salzkammergut. Kuchl est limitrophe avec la ville de Hallein, le chef-lieu du district, au nord-est.
La commune possède un raccordement direct avec le réseau du S-Bahn de Salzbourg. L'autoroute A10 (Tauern Autobahn) traverse le territoire.

## Histoire

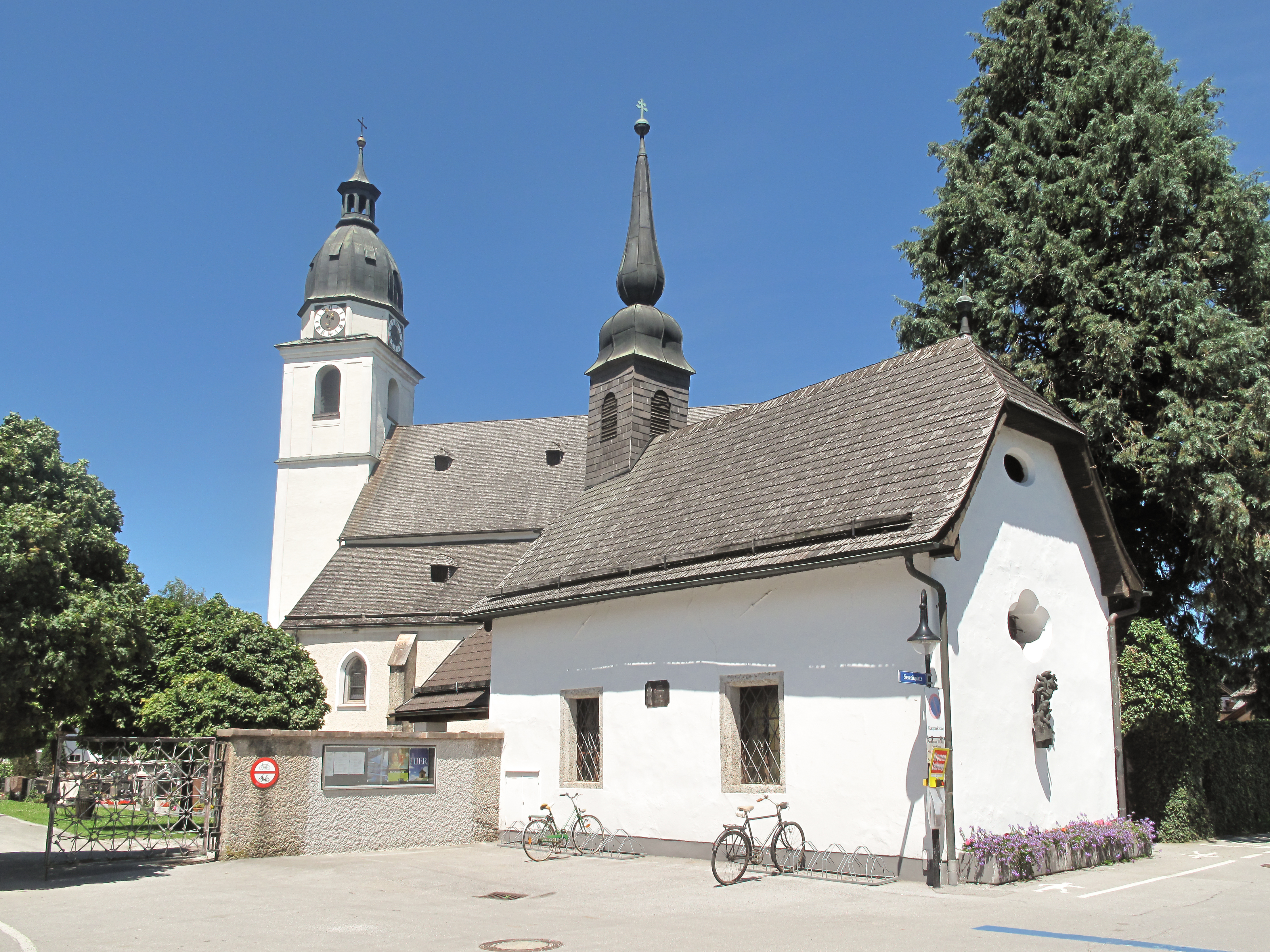
L'église paroissiale.

Le nom de la commune remonte à l'époque romaine : l'endroit de Cucullae était une station sur la voie reliant les municipes de Virunum et de Iuvavum (Salzbourg) en Norique. Le lieu est indiqué sur la table de Peutinger ; son nom dérive vraisemblablement de latin : cucullus, « capuchon » (cf. coule). Il est également évoqué dans l'hagiographie de saint Séverin de Norique, la Vita Sancti Severini écrit par l'abbé Eugippe vers l'an 511. 
Au début du Moyen-Âge, la région fut christianisée sous l'évêque Rupert de Salzbourg († 718) ; en même temps, les domaines furent colonisés par des tribus bavarois. En 997, la paroisse de Kuchl est fondée par les archevêques de Salzbourg. Pendant des siècles, la seigneurie faisait partie de la principauté archiépiscopale.

## Personnalités
- Ferdinand Fischer (1652–1725), luthiste et compositeur ;
- Karin Köllerer (née en 1970), skieuse alpine ;
- Lisa Kaltenegger (née en 1977), astronome ;
- Matthias Walkner (né en 1986), pilote de motocross.

## Jumelages
- San Giovanni al Natisone (Italie)